# El cálculo de Dios
El Cálculo de Dios es una novela de ciencia ficción de Robert J. Sawyer editada en el 2000. Ambientada en el presente, describe la llegada a la tierra de alienígenas inteligentes. La novela trata sobre la creencia en Dios, el diseño inteligente, el principio antrópico y la posición de la ciencia ante esos problemas. La obra recibió nominaciones tanto para el Premio Hugo como para los premios John W. Campell en el 2001.

## Resumen de la trama
Thomas Jericho, un paleontólogo que trabaja en el Museo Real de Ontario en Toronto, tiene el primer contacto con un alienígena, cuando un alien parecido a una araña llega a la tierra para investigar la historia evolutiva del planeta. El alien, Hollus, y sus compañeros de tripulación consiguen acceso a la gran colección de fósiles del museo y estudian el conocimiento humano acumulado en este campo, con el objetivo de recoger evidencia para la existencia de Dios. Parece que tanto la Tierra como el planeta natal de Hollus, lo mismo que el planeta natal de la otra especie alienígena que viaja con Hollus; todas experimentaron los mismos cinco eventos cataclísmicos aproximadamente en el mismo momento. Hollus cree que el universo fue creado por Dios, para proveer un lugar en el cual la vida puede desenvolverse y evolucionar. Thomas Jericho es un ateo que provee un balance a la discusión filosófica acerca de la existencia de Dios.
Al comienzo, las autoridades de Canadá tratan de capturar al alienígena, pero el cuerpo que había entrado en contacto con humanos era solo un holograma, cuyo objetivo era dejar el propio proyector en manos de Thomas Jericho. Luego de hacer esto, vuelve a la seguridad de su nave. En tanto, Thomas Jericho empieza la crónica en la que supuestamente se basa la narración. La historia se desenvuelve, pero sucede un giro inesperado cuando nos enteramos que Thomas padece de cáncer de pulmón, pero aun así no abandona su ateísmo, aunque el mismo empieza a flaquear en cierto punto. Sin embargo, sigue interactuando con Hollus, o con el holograma de Hollus, y desarrollando sus actividades en el Museo Real de Ontario.
En el capítulo final, Thomas, quien estaba muriendo de cáncer, viaja hacia una entidad cósmica en la nave de Hollus. Al llegar, la fusión del material genético de un humano junto con el de los aliens produce una nueva forma de vida que, se conjetura, será el creador o el Dios del próximo ciclo del universo.

## Personajes
- Thomas Jericho, paleontólogo en el Museo Real de Ontario.
- Su esposa Susan y su hijo adoptivo Ricky.
- Hollus, extraterrestre de la especie forhilnor, cuyo origen es el tercer planeta de la estrella Beta Hidra.
- T'kna, extraterrestre de la especie wreede.
- Christine Dorati, directora del Museo Real de Ontario.